# Fluminense de Feira Futebol Clube

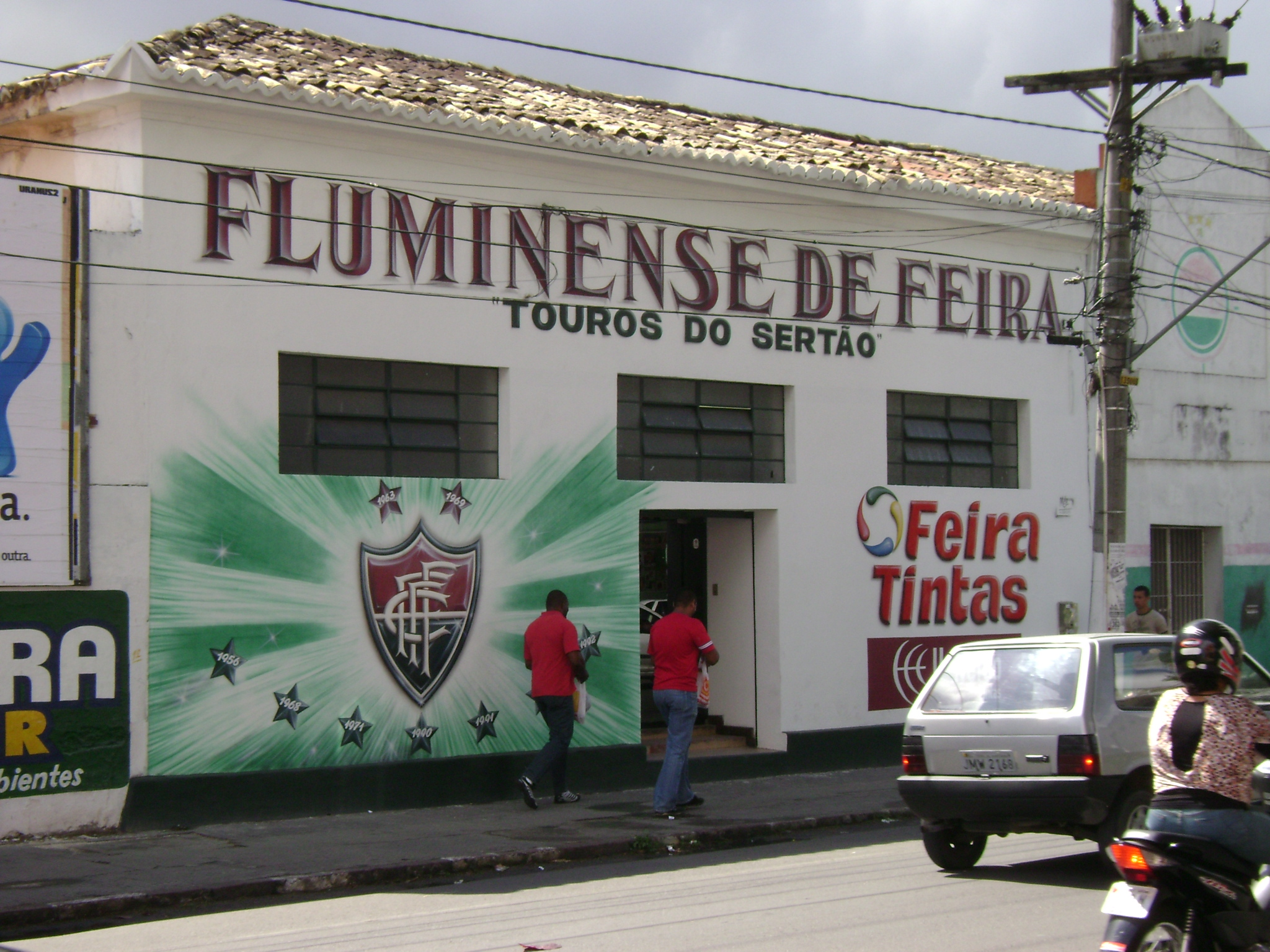
La sede del equipo en Feira de Santana.

El Fluminense de Feira es un equipo de fútbol de Brasil que juega en el Campeonato Brasileño de Serie D, la cuarta división nacional, y en el Campeonato Baiano, la primera división del estado de Bahía.

## Historia
Fue fundado el 1 de enero de 1941 en la ciudad de Feira de Santana del estado de Bahía por un grupo de aficionados del Fluminense FC de Río de Janeiro, por lo que tomaron el nombre y los colores del club carioca.
En sus primeros años ganó el título aficionado del estado de Bahía hasta que se volvió equipo profesional en 1953, y dos años después se convirtió en el primer equipo del interior del estado de Bahía en disputar la final del Campeonato Baiano, la cual terminaron perdiendo ante el Esporte Clube Vitoria. En 1963 gana el título del Campeonato Baiano por primera vez luego de vencer en la final al Esporte Clube Bahia, el club de fútbol más importante del estado. 
En 1964 participa por primera vez en la Copa de Brasil, su primer torneo a escala nacional y primer equipo del interior del estado de Bahía en jugarla, donde fue eliminado por el Ceará SC en la ronda de cuartos de final, mismo año en el que jugaron por primera vez en el Campeonato Brasileño de Serie A. Ha sido el único equipo del interior del estado de Bahía en lograr alcanzar al menos los octavos de final de la Copa de Brasil.
En 1969 consigue su segundo título estatal al vencer nuevamente al Bahía en la final, lo que sería la última ocasión en la que un equipo del interior del estado de Bahía disputaría una final estatal hasta que el Colo-Colo de Ilheus llegara a la final en 2006. En 1972 participan por primera vez en el Campeonato Brasileño de Serie B, logrando el ascenso al Campeonato Brasileño de Serie A en 1976, jugado en la máxima categoría hasta su descenso en 1979.
En 1983 juegan de nuevo en la segunda división nacional, participando en cuatro temporadas en la Serie B durante la década de los años 1980 y en 1991. En 1992 se convierte en el primer equipo del interior del estado de Bahía en disputar una final de un torneo de escala nacional al perder por el Campeonato Brasileño de Serie C, temporada en la que se congeló el ascenso. En 2003 fue el primer equipo del interior del estado de Bahía en llegar a la final de la Copa del Nordeste
En 2009 juega por primera vez en el Campeonato Brasileño de Serie D por primera ocasión, pasando a ser el equipo del interior del estado de Bahía con más participaciones a escala nacional en todas sus divisiones.

## Rivalidades
Sus principales rivales son el AD Bahia de Feira con quien juega el Clásico de Feira y con el Esporte Clube Vitoria en el llamado Clásico de los Reyes.

## Palmarés

### Interestatal
- Copa SERBA: 1

2006

### Estatal
- Campeonato Baiano: 2

1963, 1969
- Copa Estatal de Bahía: 1

1998
- Copa Gobernador del Estado Baiano: 2

2009, 2015
- Campeonato Baiano Amador: 7

1947, 1949, 1950, 1953, 1957, 1968, 1988
- Campeonato de Aspirantes de Bahía: 2

1960, 1961

## Jugadores

### Jugadores destacados
- Alex Alves
- Brasão
- Careca
- Clodoaldo
- Delorme
- Edinho Jacaré
- Estevam Soares
- Fábio Baiano
- Jean
- João Daniel
- Júnior Baiano
- Merrinho
- Marcelo Sampaio
- Nengo
- Petros
- Ned Barbosa

### Extranjeros
- Johnson Macaba (2002)[6]
- Fernando Ojopi (2010)[7]
- Rolando Barra (2010)[7]
- Diego Rodallega (2010)[7]
- Mohammed Bawa (2015)[6]
- Jônatas Obina (2017)[8][9]
- Aguilar González (2017)[10]